# Atanakines
Atanakines (* ca. 315; † 348/53 n. Chr.) war ein Prinz aus der Familie der Gregoriden, Diakon, Sohn des Katholikos der Armenischen Apostolischen Kirche Husik I. sowie Vater eines anderen Katholikos und Heiligen: Nerses I. der Große. Er war zugleich Verbindungsglied zwischen dem parthischen Herrscherhaus der Arsakiden und den frühchristlichen Adelsfamilien Armeniens.

## Herkunft
Atanakines entstammte der armenischen Adelsfamilie der Gregoriden – der Nachkommen von Gregor dem Erleuchter, dem ersten Katholikos (Patriarchen) der Armenischen Apostolischen Kirche. Die Gregoriden stammten aus dem parthischen Haus der Suren-Pahlav, das seinerseits eine entfernte Nebenlinie der Arsakiden war.
Sein Vater, Husik I., war von 341 bis 347 Katholikos des Heiligen Stuhles von St. Echmiadsin und Aller Armenier, das heißt Patriarch der Armenischen Apostolischen Kirche.
Seine Mutter war eine Tochter des Königs von Großarmenien, Trdat III., genannt auch St. Tiridates „der Große“ oder „der Heilige“, der Armenien zum ersten christlichen Staat der Welt gemacht hatte. Dessen Vorfahren gehen bis auf den Parther Arsakes I. zurück, der ab 240 v. Chr. das Perserreich der Seleukiden unterwarf und daraufhin das Partherreich gründete, das über 400 Jahre fortlebte: in Persien bis 224 n. Chr. und in Armenien bis 428 n. Chr.

## Biografie
Der Tradition der Familie der Gregoriden entsprechend, die das Amt des Katholikos (Patriarchen) von Großarmenien in der Familie erblich gemacht hatte, erhielt Atanakines – wie sein älterer Bruder Pap – und wie zuvor sein Vater, der Katholikos Husik I., und sein Großvater, der Katholikos Vartanes I., wohl in Caesarea in Kappadokien (heute Kayseri in Zentralanatolien in der Türkei) eine religiöse Ausbildung.
Er brachte es allerdings nur bis zum Diakon, da er selbst dann ein weltliches Leben vorzog, als ihm angeboten wurde, nach seinem Vater das höchste kirchliche Amt in Armenien, das des Katholikos der Armenischen Apostolischen Kirche, zu übernehmen.
Die Zurückhaltung des Atanakines gegenüber der Übernahme dieses Amtes ist allerdings nicht ganz unverständlich. Die hohe Würde des Katholikos des Heiligen Stuhles von St. Echmiadsin und Aller Armenier war nämlich nur dadurch vakant geworden, dass der bisherige Träger dieses Titels – der Vater von Atanakines, Husik I. – auf Befehl von König Tigranes VII. (339–350) zu Tode geprügelt worden war, obwohl er ein Vetter des Königs war. Er hatte den König wegen dessen wenig vorbildlicher Lebensweise und wegen des neuerlichen Erstarkens des Heidentums öffentlich kritisiert und ihm den Eintritt in die Kirche verweigert.

Die fünfzehn Provinzen des historischen Königreiches Armenien, hier Gebietsstand um 150 v. Chr.

Da sich auch sein älterer Bruder Pap geweigert hatte, unter den gegebenen Umständen das Amt zu übernehmen, wurde die Erbfolge der Familie der Gregoriden im Amt des Katholikos von Armenien erstmals unterbrochen.
Interimistisch wurde das Amt von Daniel, einem betagten syrischen Chorbischof – dem Leiter der Kirche im armenischen Fürstentum Taron – übernommen. Er war mit der Familie der Gregoriden seit Jahrzehnten verbunden, da er bereits unter dem Urgroßvater des Atanakines – Gregor dem Erleuchter, dem Apostel der armenischen Kirche – gedient hatte.
Der Patriarch Daniel, der über die Misshandlung und Tötung seines Vorgängers, des Katholikos Husik I. – des Vaters von Atanakines – durch den König zutiefst empört war, machte sich auf, um König Tigranes VII. die Ungeheuerlichkeit seines Vorgehens vorzuhalten. Der König, der sich damals gerade im Südosten des Landes, in Baradech in der Provinz Altzniq (Aghdzenik) – eine der vier „Bdeshks“ (Marken) von Großarmenien – befand, empfing Daniel in Audienz und hörte sich gelassen seine Klagen an. Anschließend ließ er ihn ohne weiteres Verfahren ergreifen und erwürgen.
Der Stuhl des Katholikos von Großarmenien war dadurch neuerlich verwaist. Atanakines, dem seine Vorsicht wohl das Leben gerettet hatte, gab sich betont weltlichen Freuden hin, um seine fehlende Eignung für die Nachfolge zu demonstrieren. Als Nachfolger wurde daher ein Verwandter seines Hauses, Pharen von Achtichat, zum Katholikos ernannt. Er konnte sein Amt von 348 bis 352 ausüben, da er vorsichtig genug war, jede Kritik am König zu vermeiden. Dies schützte ihn zwar vor dem Zorn des Königs Tigranes VII., nicht aber vor der späteren Kritik des Geschichtsschreibers Faustus von Byzanz, der ihm zu große Toleranz gegenüber dem Verhalten des Königs vorwarf.
Trotz seiner Vorsicht konnte Atanakines seinem Schicksal nicht entkommen: Obwohl er offizielle Funktionen vermieden hatte, wurde er bei einem Festessen zwischen 348 und 353 ermordet.

## Ehe und Nachkommen
Atanakines setzte die von seinem Vater begonnene Tradition fort, sich eine Frau aus dem in Armenien regierenden Königshaus der Arsakiden zu suchen. Er vermählte sich daher mit seiner Cousine, Bambishen Arschakuni, einer Schwester des tyrannischen Königs Tigranes VII. (339–350) und Tochter von Chosrow II. „dem Kleinen“, der von 330 bis 339 König von Großarmenien gewesen war.
Aus der Ehe des Atanakines mit Bambishen ist nur ein Sohn bekannt:
- Nerses I. „der Große“ (* 335, † 25. Juli 373), Katholikos der Armenischen Apostolischen Kirche (353–373) ⚭ Sandukt Mamikonjan, einer Tochter von Wardan Mamikonjan[6]